# Cascades Great (Potomac)
Les cascades Great (de l'anglès, «grans cascades») són una sèrie de ràpids i cascades del riu Potomac, a 23 km de la ciutat de Washington, D.C., a la frontera del comtat de Montgomery (Maryland) amb el comtat de Fairfax (Virginia).
Great Falls Park, operat pel National Park Service, està situat a la riba del sud, a Virgínia, mentre que el parc de Chesapeake and Ohio Canal està situat al llarg de la riba del nord del riu, a Maryland. Legalment, el riu Potomac i les seves cascades es troben completament dins de Maryland, amb les fronteres estatals i del comtat que segueixen la riba sud del riu.
Les vistes panoràmiques s'ofereixen tant a la riba de Maryland com a la de Virginia. El Billy Goat Trail a Bear Island, accessible des de Maryland, ofereix vistes panoràmiques de les cascades, així com punts de vista sobre l'Olmsted Island (també accessible des de Maryland). Hi ha punts de vista panoràmica sobre el costat de Virgínia.
La zona de les cascades Great és molt popular per a activitats a l'aire lliure, com ara caiac, ràfting, escalada i senderisme.
Les cascades Little (de l'anglès, «petites cascades») es troben a uns 5 km riu aval.

## Història
Aproximadament fa 35.000 anys, el riu Potomac va començar a crear les cascades del riu Potomac. El riu baixa per una sèrie de caigudes d'aigua que descendeixen un total de 23 m d'altura en una distància de menys d'1,6 km. El riu Potomac es redueix de manera significativa a mesura que passa per les cascades i per Mather Gorge.
La forta pluja o la neu a riu amunt provoca inundacions d'aigua blanca que submergeixen completament les roques i fins i tot amenacen el centre de visitants del parc adjacent (construït sobre puntals per aquest motiu). Un pilar a Virginia, molt per sobre del nivell del riu, marca el nivell de la inundació de Potomac del 1936.
Les roques que formen les cascades i el congost fluvial són d'un esquist fortament metamorfitzat.

## Galeria d'imatges

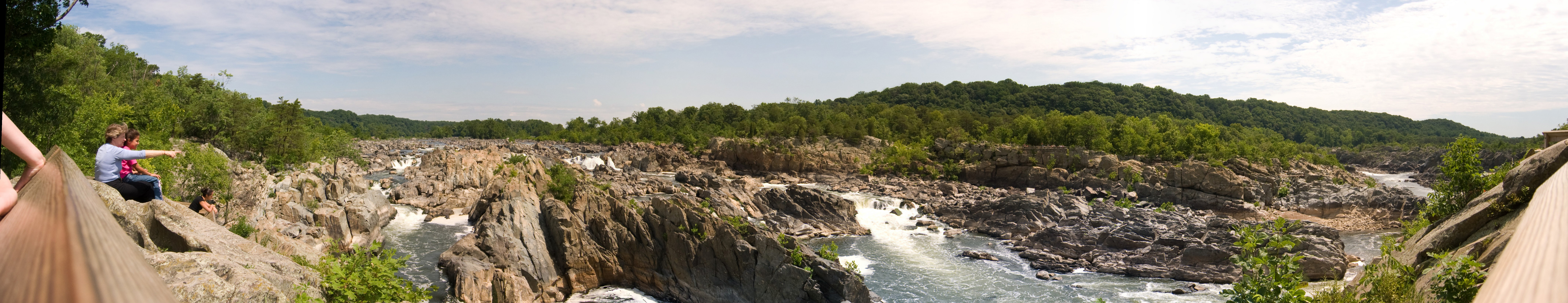
Vista panoràmica de les cascades des de Virginia
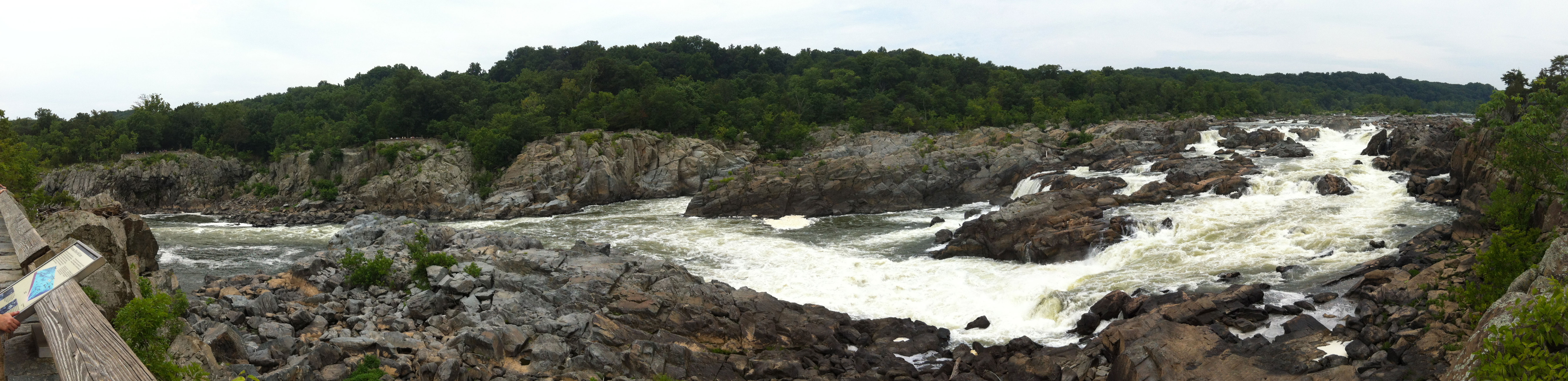
Vista panoràmica de les cascades des de Maryland

## Canals

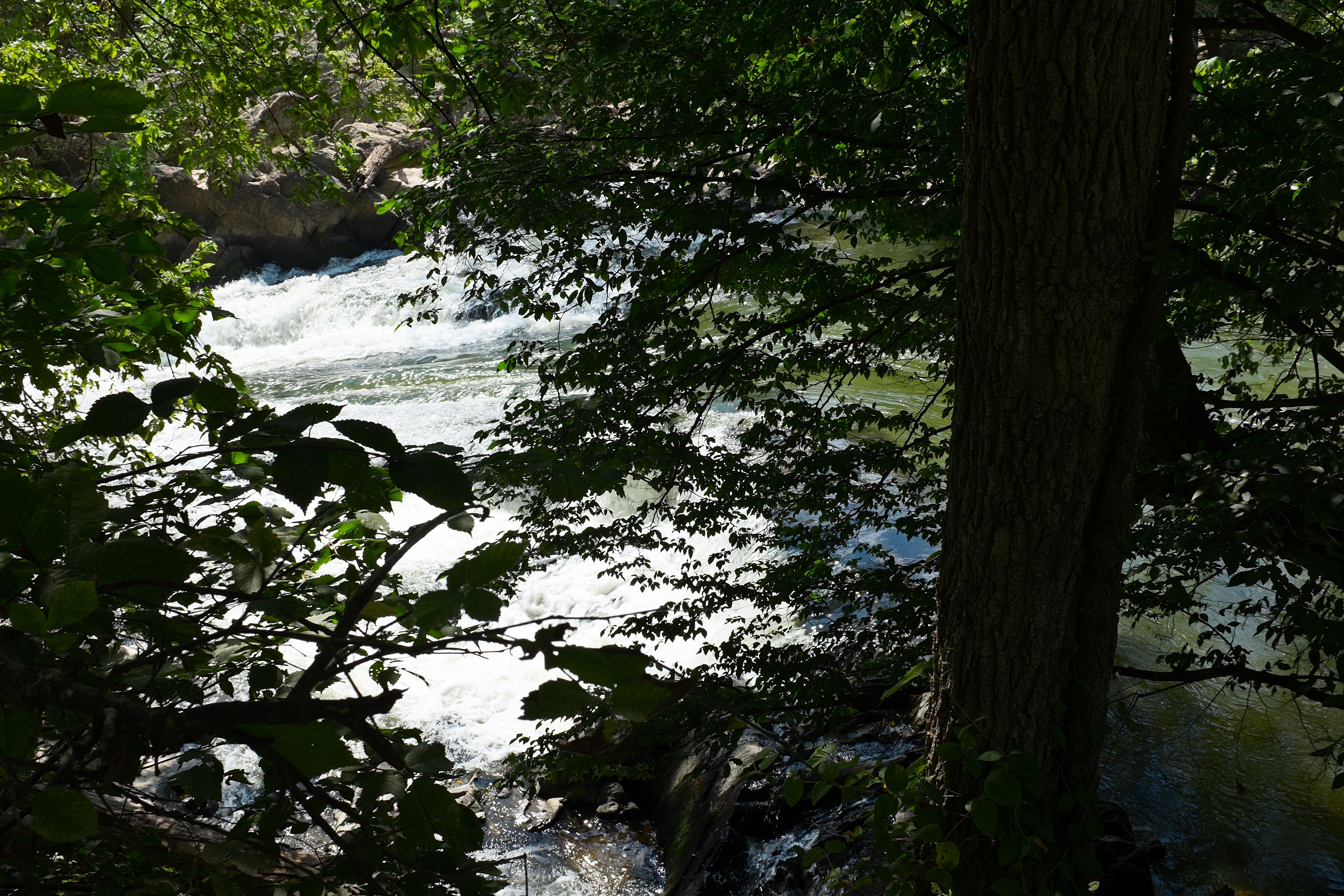
Restes de la presa d'alimentació per al canal Chesapeake i Ohio.

Es van realitzar diversos intents de construir canals al voltant de les cascades Great. Les restes del Canal Patowmack, al costat de Virginia, van ser un primer intent d'aprofitar l'aigua de les cascades, utilitzant 5 rescloses. Aquest canal va ser iniciat per George Washington.
Posteriorment, es va construir el canal Chesapeake i Ohio al costat de Maryland de les cascades i, finalment, va connectar les aigües del Potomac amb Cumberland, Maryland. El canal Chesapeake i Ohio utilitzava una presa d'alimentació (actualment abandonada) per a obtenir l'aigua de les cascades.